# Ниинистё, Вилле
Ви́лле Ма́тти Ни́инистё (фин. Ville Matti Niinistö; род. 30 июля 1976, Турку, Финляндия) — финский политик от партии «Зелёный союз». Депутат Европейского парламента со 2 июля 2019 года. В прошлом — депутат парламента (эдускунты) (с 21 марта 2007 по 16 апреля 2019), председатель партии «Зелёный союз» (с 2011 по июнь 2017 года), министр охраны окружающей среды (2011—2014) в кабинете Катайнена и кабинете Стубба. Племянник президента Финляндии Саули Ниинистё.

## Биография
Родился 30 июля 1976 года в городе Турку в Финляндии.
11 июня 2011 года на прошедшем в Куопио съезде партии «Зелёный союз» Ниинистё был избран новым её председателем вместо Анни Синнемяки. По словам Синнемяки, такой результат голосования частично обусловлен поражением партии на последних парламентских выборах.
22 июня 2011 года назначен министром охраны окружающей среды в кабинете правительства Катайнена.
На партийных съездах 2012 и 2013 года был переизбран председателем партии.
В выборах председателя партии в 2017 году не участвовал. 17 июня 2017 года на посту председателя его сменил Тоуко Аалто, 33-летний депутат парламента (эдускунты) из Ювяскюля.
На выборах в Европейский парламент в Финляндии 26 мая 2019 года избран депутатом. Переизбран на выборах 9 июня 2024 года.

## Семья
Первая жена — шведский политик Мария Веттерстранд (Maria Wetterstrand; род. 1973). В браке с 2004 по 2012 год. У пары есть двое детей. 
С 2022 года женат на Хеннариикке Андерссон (Hennariikka Andersson), ныне Ниинистё. У пары родился сын в 2023 году. 
В августе 2013 года за использование зарегистрированного в Швеции автомобиля своей жены Нийнистё вынужден был заплатить в Финляндии крупный штраф.